# SWMRS
SWMRS est un groupe de punk rock américain, originaire d'Oakland, en Californie. Il a été formé en 2004 par Cole Becker et Joey Armstrong, rejoints par Max, le frère de Cole, quelques semaines plus tard. Leur style musical s'inspire des Beach Boys et des Ramones, ce qui leur a permis de créer leur propre marque de rock 'n' roll[pas clair]. Travis Neumann les rejoint en 2009, mais quitte le groupe en 2014. Le groupe compte une démo et une série d'EP publiés entre 2008 et 2010. Ils ont sorti leur premier album, Don't Be a Dick, le 14 juin 2011 et le deuxième, Lost at Seventeen, le 11 juin 2013.
Le bassiste Sebastian Mueller (remplaçant de Travis) rate quelques spectacles en 2015 en raison d'examens médicaux, et est remplacé pour quelques spectacles par Jakob Armstrong, le frère du batteur Joey Armstrong. Après avoir abandonné leur ancien nom, les SWMRS sortent leur troisième album studio, Drive North, le 12 février 2016, sur le label Uncool Records. Le groupe fait la première partie de Muse au Stade de France à Paris le 6 juillet 2019 et au Stade Vélodrome à Marseille le 9 juillet 2019.
En 2020, le groupe met ses activités en pause à la suite d'accusations d'abus sexuels envers le batteur Joey Armstrong par la chanteuse et guitariste Lydia Night.

## Biographie
Le groupe est formé par Cole Becker et Joey Armstrong après avoir vu le film Rock Academy à l'école. Le frère de Cole, Max Becker, rejoint plus tard le groupe pour jouer de la basse. Ils sont les plus jeunes à jouer au club 924 Gilman Street. Le groupe s'est d'abord nommé The Raining Souls, mais brièvement The Clocks. Après avoir réalisé qu'il y avait déjà beaucoup de groupes avec le même nom, ils le changent pour Emily's Army en l'honneur de la cousine de Max et Cole, Emily, atteinte de la mucoviscidose, et diagnostiquée en 1998. Leur objectif était d'amasser des fonds et de sensibiliser le public sur cette maladie. En 2008, ils publient une série de chansons sur leur page MySpace sous le nom d'album This Kid. Bien que This Kid ne soit pas un album officiel, quelques-unes de ces chansons sont apparues tout au long de leur carrière, notamment Burn Apollo qui est réenregistré sur leur premier album, Queens joué en direct en 2012, et I Need to Be Fixed joué en direct pendant le Vans Warped Tour en 2012.
Le groupe joue pour de nombreux petits concerts et festivals en Californie durant cette période. En 2009, il engage le guitariste Travis Neumann, qui a fait sa première apparition sur leur EP de 2009, Goody Two Shoes. Celui-ci est suivi par deux autres EP, Broadcast This et Regan MacNeil,. Le groupe passe l'année de 2010 à travailler sur l'enregistrement de son premier album studio avec Billie Joe Armstrong. Le 14 juin 2011, il sort son premier album studio, Don't Be a Dick, sous le label Adeline Records. Cet album comporte six chansons réenregistrées. Premier album produit professionnellement par Billie Joe Armstrong, il est comparé aux premiers disques de Green Day et est grandement influencé par le punk. Pour assurer son succès, le groupe a fait une tournée sur la côte Est et la côte Ouest en 2011. En 2012, le groupe est reparti en tournée, notamment pour le Warped Tour et sur la côte Ouest à la fin de 2012.
En 2013, le groupe travaille de nouveau avec le producteur Billie Joe Armstrong sur son album suivant. Lost at Seventeen est publié le 11 juin 2013 par les labels Adeline Records et Rise Records. Le groupe part en tournée avec Vans Warped Tour pour soutenir l'album pour la deuxième fois dans leur carrière. Ils font également une tournée pour la première fois en Grande-Bretagne. Ils jouent leurs derniers spectacles en tant que Emily's Army pendant le festival Soundwave en 2015 en Australie. Depuis ce festival, le groupe décide d'utiliser du nouveaux matériels musical pour pouvoir se diriger vers un nouveau style de musique.
Au début de 2014, le groupe commence à écrire et enregistrer avec du nouveau matériel. Travis Neumann quitte officiellement le groupe peu de temps après la sortie de leur EP Swim, le 18 juillet 2014, par conséquent, le bassiste Sebastian Mueller rejoint le groupe tandis que Max s'est dirigé vers la guitare au lieu de la basse. En septembre 2014, le groupe change officiellement son nom pour Swimmers,. Avant ce changement, Swimmers était un nom que le groupe utilisait pour une brève tournée au Royaume-Uni avec Matt Grocott and the Shrives. Le groupe sort sa première chanson sous le nom de Swimmers, une reprise de Dancing on My Own, de Robyn, en octobre 2014. Le groupe annonce la sortie d'un EP, Silver Bullets/Palm Trees, le 30 mars 2015 ; mais en mars, ils annoncent que ce dernier sera repoussé et que Jakob Armstrong, frère du batteur Joey, sera le remplaçant du bassiste Seb Mueller, qui a dû passer des examens lors de ces dates. Le 28 mars 2015 à Burgerama, Seb Mueller retourne dans le groupe.
En 2015, le groupe entre en studio pour enregistrer son troisième album. Il est produit par Zac Carper, chanteur du groupe Fidlar,. Le 22 juin, le groupe annonce une tournée en septembre avec les groupes Wavves et Twin Peaks. Le groupe révèle qu'un album sortirait en mars 2016. Le groupe publie quatre chansons sur Soundcloud en juillet 2015, dont deux étant publiées par le groupe, et les deux autres, Stink Eye et Like Harry Dean Stanton par Frankenshark.
Le groupe annonce la sortie de deux chansons, Miley/Uncool, le 8 septembre 2015 sur leur propre label indépendant, Uncool Records. Le premier single de l'EP, Miley, est publié le 7 septembre 2015. Le groupe modifie aussi brièvement son nom en août 2015 ; ils optent pour SWMRS (au lieu de Swimmers). Après la sortie de l'EP, les SWMRS est bien accueilli par la presse spécialisée grâce à la chanson Miley. Le 6 novembre 2015, le groupe annonce la sortie de Drive North, leur prochain album, et publie le single Figuring It Out. L'album est publié le 12 février 2016 par Uncool Records. En octobre 2016, SWMRS signe avec le label Fueled by Ramen et publie la chanson Palm Trees. Le lendemain, une version remasterisée de Drive North est publiée par Fueled by Ramen accompagnée de deux chansons bonus : Palm Trees et Lose It.

## Projets parallèles

### Frankenshark
Deux chansons, TV Dinner et Stink Eye, sont tweetées par le groupe comme un lien SoundCloud sous le nom de Frankenshark. Stink Eye, (plus tard rebaptisé Tito, Don't Give Me Stink Eye) est joué en direct plusieurs fois par les SWMRS.

### Matt Grocott and the Shrives
En 2014, deux groupes britanniques appelés Matt Grocott and the Shrives partent en tournée avec Emily's Army. Ils réservent ces dates sous le nom de Swimmers. C'est à cet instant qu'ils délaissent le nom de Emily's Army. Il est annoncé plus tard que Joey Armstrong sera à la batterie pour l'EP Turn Me On de Matt Grocott and the Shrives après que le groupe lui avait rendu visite en Californie.

### DDG
DDG est un groupe formé à l'école par Joey Sebastian et quelques amis. Ils comptent deux EP gratuits, publiés sur Bandcamp, Fact Check et A Christmas DDG. Leur projet de Noël fait participer Max et Travis, de Emily's Army, à la basse et la guitare rythmique. Ils recruteront également un chanteur, Talya Swensen. Les deux EP sont publiés en 2013.

### Black Demarco
Le chanteur Tafia, connu sous son nom de scène Black Demarco, publie sa première chanson à travers les labels Uncool Records et Burger Records, le 26 novembre 2015. Les morceaux de batterie sont réalisés par Joey Armstrong, et la guitare et la basse réalisés par Jakob Armstrong.

### Projets familiaux
Joey Armstrong, le batteur, est le fils de Billie Joe Armstrong, chanteur et guitariste du groupe punk rock Green Day. Joey et sa famille publient un EP limité The Boo pour un moment spécial de Noël. Joey joue un concert avec son père et le second guitariste de Green Day Jason White appelé Two and a Half Men composé principalement de reprises du groupe Green Day,. Sebastian et Joey jouent de la basse et de la batterie sur les premières démos de Jakob Armstrong, publiées en ligne en juin 2015. Jakob publiera plus tard des chansons par Burger Records. Jakob joue actuellement avec Chris et Enzo Malaspina dans un groupe sous le nom de Danger!.

## Membres

### Membres actuels
- Cole Becker - chant, chœurs, guitare rythmique (depuis 2009), piano, claviers, synthétiseur (depuis 2015), chant, chœurs, guitare solo (2004–2009)
- Max Becker - chant, guitare solo, chœurs (depuis 2014), basse, chanteur, chœurs (2004–2014)
- Joey Armstrong - batterie, percussions, chœurs (depuis 2004)
- Seb Mueller - basse, chœurs (depuis 2014)

### Ancien membre
- Travis Neumann - guitare solo, chœurs (2009–2014)

### Ancien musiciens de tournée
- Jakob Armstrong - basse, chœurs (2015)

## Discographie

### Albums studio
Sous le nom Emily's Army
- 2011 : Don't Be a Dick
- 2013 : Lost at Seventeen
- 2014 : Swim

Sous le nom SWMRS
- 2016 : Drive North
- 2019 : Berkeley's On Fire

### EP
- 2009 : Goody Two Shoes
- 2010 : Broadcast This
- 2010 : Regan MacNeil
- 2014 : Aliens Landing
- 2015 : Miley/Uncool

### Démos
- 2008 : This Kid